# Ребсамен, Франсуа
Франсуа́ Ребсаме́н (фр. François Rebsamen; род. 25 июня 1951 года) — французский политический и государственный деятель, министр сотрудничества с регионами и децентрализации (с 2024)
Министр труда (2014—2015), мэр Дижона (2001—2014, 2015—2024 года).

## Биография
Родился 25 июня 1951 года в Дижоне, получил диплом магистра публичного права и диплом DESS по экономическим наукам и диплом в политологии. В начале 1970-х занялся политикой в рядах Революционной коммунистической лиги.
Вскоре вступил в Социалистическую партию и позднее возглавил аппарат министра внутренних дел с 1984 по 1991 год Пьера Жокса.
В 1992 году стал заместителем директора аппарата Лорана Фабиуса.
В 1997 году избран генеральным секретарём Социалистической партии и оставался в этой должности до 2007 года.
В 1998—2008 годах — депутат генерального совета департамента Кот-д’Ор.
С 2001 по 2014 год — мэр Дижона.
В 2008—2014 годах — сенатор Франции от департамента Кот-д’Ор, в 2011—2014 годах возглавлял социалистическую фракцию в верхней палате парламента.
2 апреля 2014 года в 62-летнем возрасте впервые вошёл в правительство: был назначен министром труда, занятости и социального диалога в правительстве Мануэля Вальса.
10 августа 2015 года, вновь избранный мэром Дижона, Ребсамен вступил в должность и через несколько дней оставил министерский портфель.
14 марта 2016 года возглавил Национальную федерацию социалистов и республиканцев на выборных должностях.
23 декабря 2024 года при формировании правительства Байру назначен министром сотрудничества с регионами и децентрализации.